# Hyphessobrycon copelandi
Hyphessobrycon copelandi is een straalvinnige vissensoort uit de familie van de karperzalmen (Characidae). De wetenschappelijke naam van de soort is voor het eerst geldig gepubliceerd in 1908 door Durbin.
De soort is sinds 1934 in de aquaristiek bekend, maar nakweek is niet gelukt.